# Louky v České Čermné
Přírodní památka Louky v České Čermné zahrnuje louky na jižním okraji obce Česká Čermná v okrese Náchod. Předmětem ochrany je zachování ekosystému přirozených a polopřirozených lučních a mokřadních společenstev, kde se vyskytuje ohrožená rosnatka okrouhlolistá (Drosera rotundifolia). Geologické podloží chráněného území tvoří krystalické břidlice.

## Flóra
Přírodní památka představuje mozaiku společenstev vysokých ostřic asociace Caricetum rostratae a Caricetum gracilis vázaná na prameniště a ostřicových společenstev rašelinných luk asociace Caricetum goodenowii s rozvolněným bylinným patrem s rašeliníky (Sphagnum sp.), s rosnatkou okrouhlolistou (Drosera rotundifolia) a kozlíkem dvoudomým (Valeriana dioica). Plošně nejrozšířenější jsou společenstva vysokobylinných luk se stálým zamokřením (Polygono-Cirsietum palustris a Cirsietum rivularis) kde se vyskytuje pcháč bahenní (Cirsium palustre), pcháč potoční (Cirsium rivulare), hadí kořen větší (Bistorta major), krvavec toten (Sanguisorba officinalis), kohoutek luční (Lychnis flos-cuculi), blatouch bahenní (Caltha palustris) aj. Ve fragmentech byl zaznamenán výskyt společenstev svazu Nardo-Juncion squarrosi a Violion caninae.

## Fauna
Na podmáčených místech se vyskytuje ještěrka živorodá (Zootoca vivipara), hojná je užovka obojková (Natrix natrix), velmi vzácně je zde pozorována zmije obecná (Vipera berus).